# Mirabel (Tarn-et-Garonne)
Pour les articles homonymes, voir Mirabel.
Mirabel est une commune française située dans le nord du département de Tarn-et-Garonne, en région Occitanie.
Sur le plan historique et culturel, la commune est dans le Quercy Blanc, correspondant à la partie méridionale du Quercy, devant son nom à ses calcaires lacustres du Tertiaire.
Exposée à un climat océanique altéré, elle est drainée par l'Aveyron, la Lère, le Petit Lembous, un bras de la Lère, le ruisseau de Cardac, le ruisseau de Cousteil, le ruisseau de mirabel et par divers autres petits cours d'eau. La commune possède un patrimoine naturel remarquable : un site Natura 2000 (Les « vallées du Tarn, de l'Aveyron, du Viaur, de l'Agout et du Gijou ») et deux zones naturelles d'intérêt écologique, faunistique et floristique.
Mirabel est une commune rurale qui compte 1 042 habitants en 2022.  Elle fait partie de l'aire d'attraction de Montauban. Ses habitants sont appelés les Mirabelais ou  Mirabelaises.

## Géographie

### Localisation
Commune située dans le Quercy, à l'ouest de Caussade.

### Communes limitrophes
Les communes limitrophes sont  Albias, L'Honor-de-Cos, Molières, Puycornet, Réalville et Saint-Vincent-d'Autéjac.
| Puycornet      | Molières | Saint-Vincent-d'Autéjac |
| L'Honor-de-Cos | Mirabel  | Réalville               |
|                | Albias   |                         |

Au sud-ouest, Mirabel n'est qu'à une cinquantaine de mètres du territoire communal de Lamothe-Capdeville.

### Hydrographie

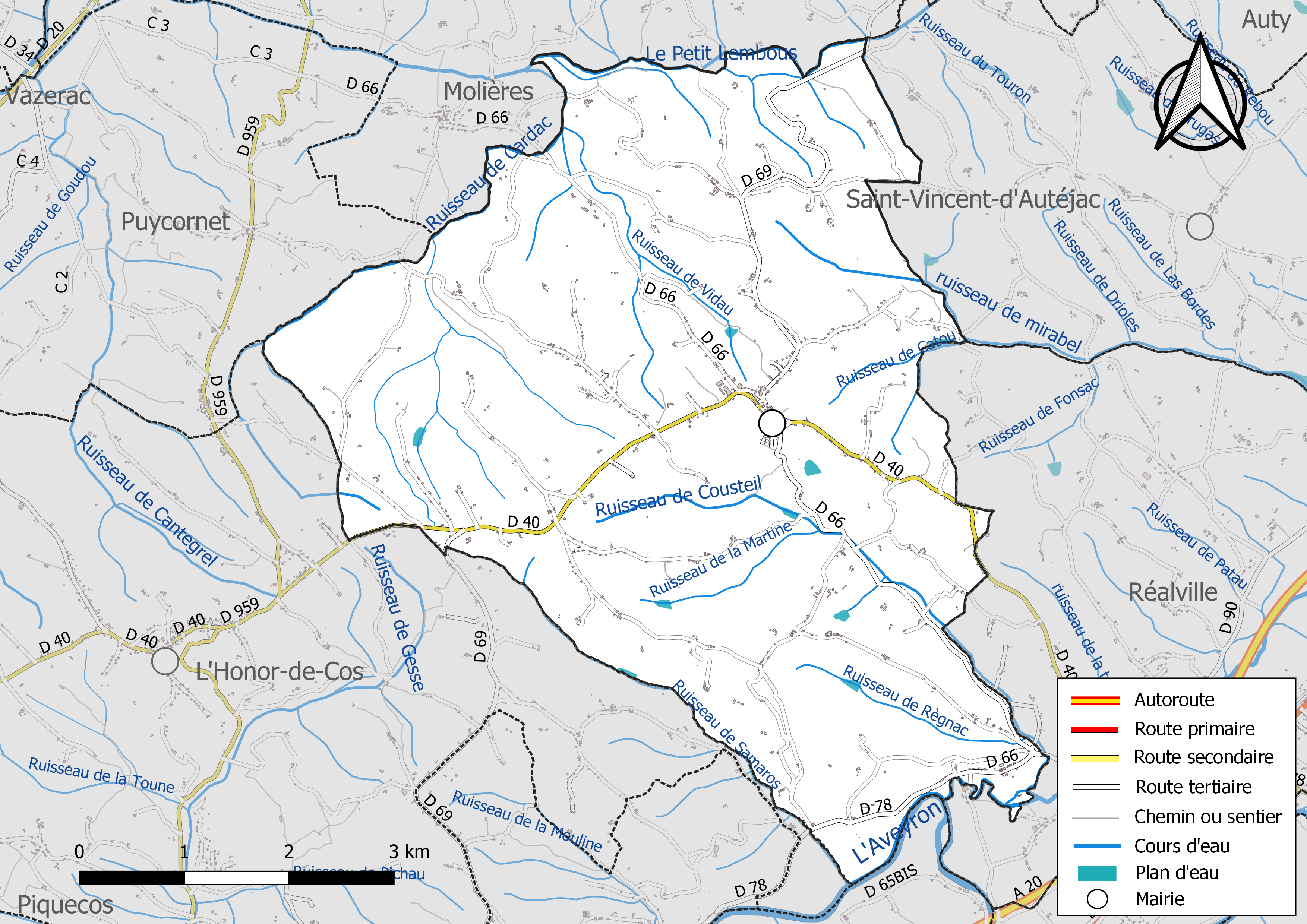
Réseaux hydrographique et routier de Mirabel.

La commune est dans le bassin versant de la Garonne, au sein du bassin hydrographique Adour-Garonne. Elle est drainée par l'Aveyron, la Lère, le Petit Lembous, un bras de la Lère, le ruisseau de Cardac, le ruisseau de Cousteil, le ruisseau de mirabel, un bras du Petit Lembous, le ruisseau de Catou, le ruisseau de la Martine, le ruisseau de Règnac, le ruisseau de Samaros, le ruisseau de Vidau et par divers petits cours d'eau, constituant un réseau hydrographique de 34 km de longueur totale,.
L'Aveyron, d'une longueur totale de 291 km, prend sa source dans la commune de Sévérac d'Aveyron et s'écoule d'est en ouest. Il traverse la commune et se jette dans le Tarn à Barry-d'Islemade, après avoir traversé 60 communes.
La Lère, d'une longueur totale de 45,1 km, prend sa source dans la commune de Saillac et s'écoule du nord-est au sud-ouest. Elle traverse la commune et se jette dans l'Aveyron à Albias, après avoir traversé 14 communes.
Le Petit Lembous, d'une longueur totale de 19,9 km, prend sa source dans la commune de Montpezat-de-Quercy et s'écoule du nord-est au sud-ouest. Il traverse la commune et se jette dans le Lemboulas à Puycornet, après avoir traversé 8 communes.

### Climat
Pour des articles plus généraux, voir Climat de l'Occitanie et Climat de Tarn-et-Garonne.
En 2010, le climat de la commune est de type climat du Bassin du Sud-Ouest, selon une étude du Centre national de la recherche scientifique s'appuyant sur une série de données couvrant la période 1971-2000. En 2020, Météo-France publie une typologie des climats de la France métropolitaine dans laquelle la commune est exposée à un climat océanique altéré et est dans la région climatique Aquitaine, Gascogne, caractérisée par une pluviométrie abondante au printemps, modérée en automne, un faible ensoleillement au printemps, un été chaud (19,5 °C), des vents faibles, des brouillards fréquents en automne et en hiver et des orages fréquents en été (15 à 20 jours).
Pour la période 1971-2000, la température annuelle moyenne est de 12,8 °C, avec une amplitude thermique annuelle de 15,9 °C. Le cumul annuel moyen de précipitations est de 798 mm, avec 10,4 jours de précipitations en janvier et 6 jours en juillet. Pour la période 1991-2020, la température moyenne annuelle observée sur la station météorologique de Météo-France la plus proche, « Saint-Vincent », sur la commune de Saint-Vincent-d'Autéjac à 5 km à vol d'oiseau, est de 13,9 °C et le cumul annuel moyen de précipitations est de 771,1 mm. 
La température maximale relevée sur cette station est de 41,5 °C, atteinte le 23 août 2023 ; la température minimale est de −13 °C, atteinte le 9 février 2012,,.
Les paramètres climatiques de la commune ont été estimés pour le milieu du siècle (2041-2070) selon différents scénarios d'émission de gaz à effet de serre à partir des nouvelles projections climatiques de référence DRIAS-2020. Ils sont consultables sur un site dédié publié par Météo-France en novembre 2022.

### Milieux naturels et biodiversité

#### Réseau Natura 2000

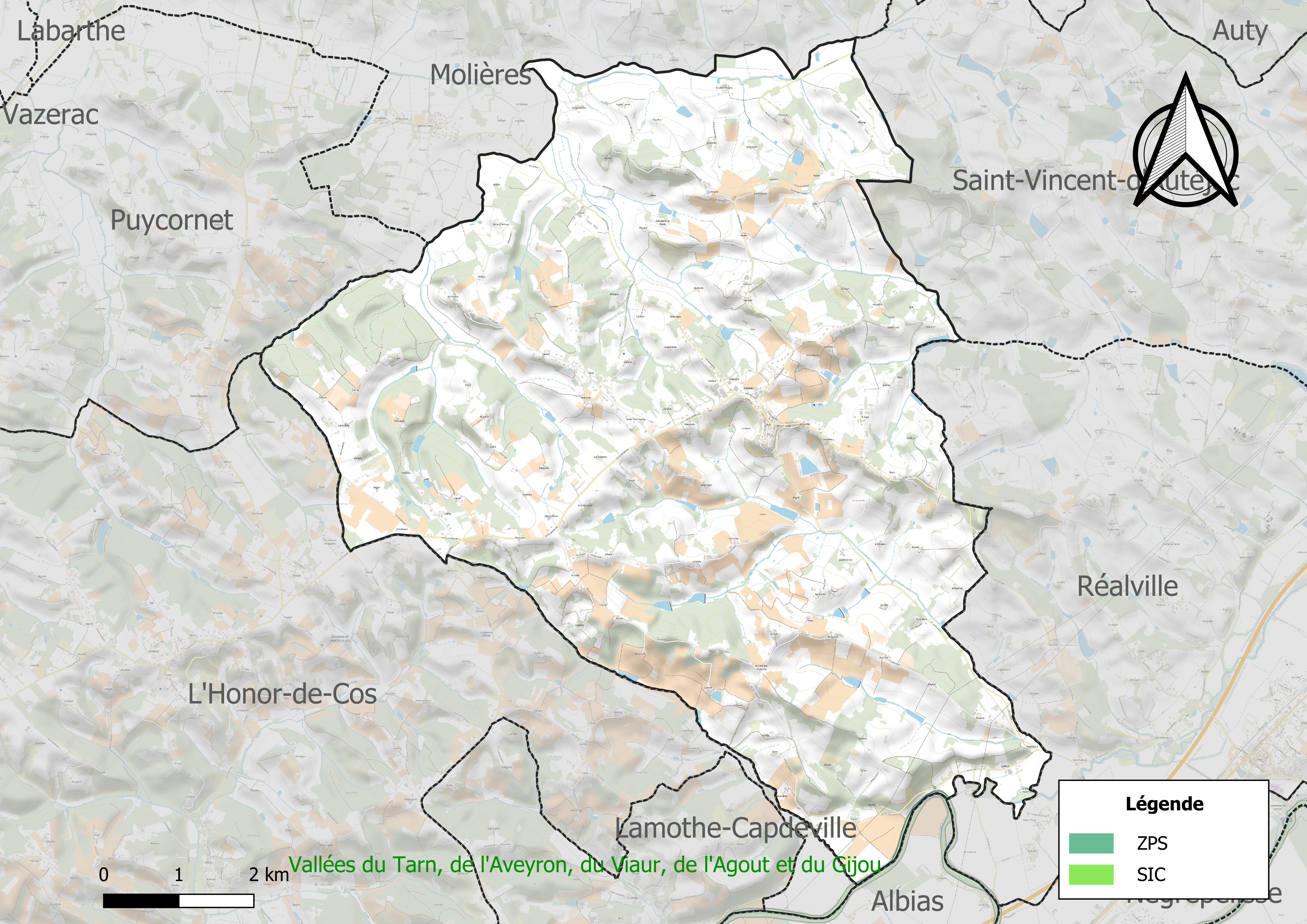
Site Natura 2000 sur le territoire communal.

Le réseau Natura 2000 est un réseau écologique européen de sites naturels d'intérêt écologique élaboré à partir des directives habitats et oiseaux, constitué de zones spéciales de conservation (ZSC) et de zones de protection spéciale (ZPS).
Un site Natura 2000 a été défini sur la commune au titre de la directive habitats : Les « vallées du Tarn, de l'Aveyron, du Viaur, de l'Agout et du Gijou », d'une superficie de 17 144 ha, s'étendant sur 136 communes dont 41 dans l'Aveyron, 8 en Haute-Garonne, 50 dans le Tarn et 37 dans le Tarn-et-Garonne. Elles présentent une très grande diversité d'habitats et d'espèces dans ce vaste réseau de cours d'eau et de gorges. La présence de la Loutre d'Europe et de la moule perlière d'eau douce est également d'un intérêt majeur.

#### Zones naturelles d'intérêt écologique, faunistique et floristique
L’inventaire des zones naturelles d'intérêt écologique, faunistique et floristique (ZNIEFF) a pour objectif de réaliser une couverture des zones les plus intéressantes sur le plan écologique, essentiellement dans la perspective d’améliorer la connaissance du patrimoine naturel national et de fournir aux différents décideurs un outil d’aide à la prise en compte de l’environnement dans l’aménagement du territoire.
Une ZNIEFF de type 1 est recensée sur la commune :
la « rivière Aveyron » (3 500 ha), couvrant 63 communes dont 38 dans l'Aveyron, cinq dans le Tarn et 20 dans le Tarn-et-Garonne et une ZNIEFF de type 2, : 
la « vallée de l' Aveyron » (14 644 ha), couvrant 68 communes dont 41 dans l'Aveyron, cinq dans le Tarn et 22 dans le Tarn-et-Garonne.

Carte des ZNIEFF de type 1 et 2 à Mirabel.
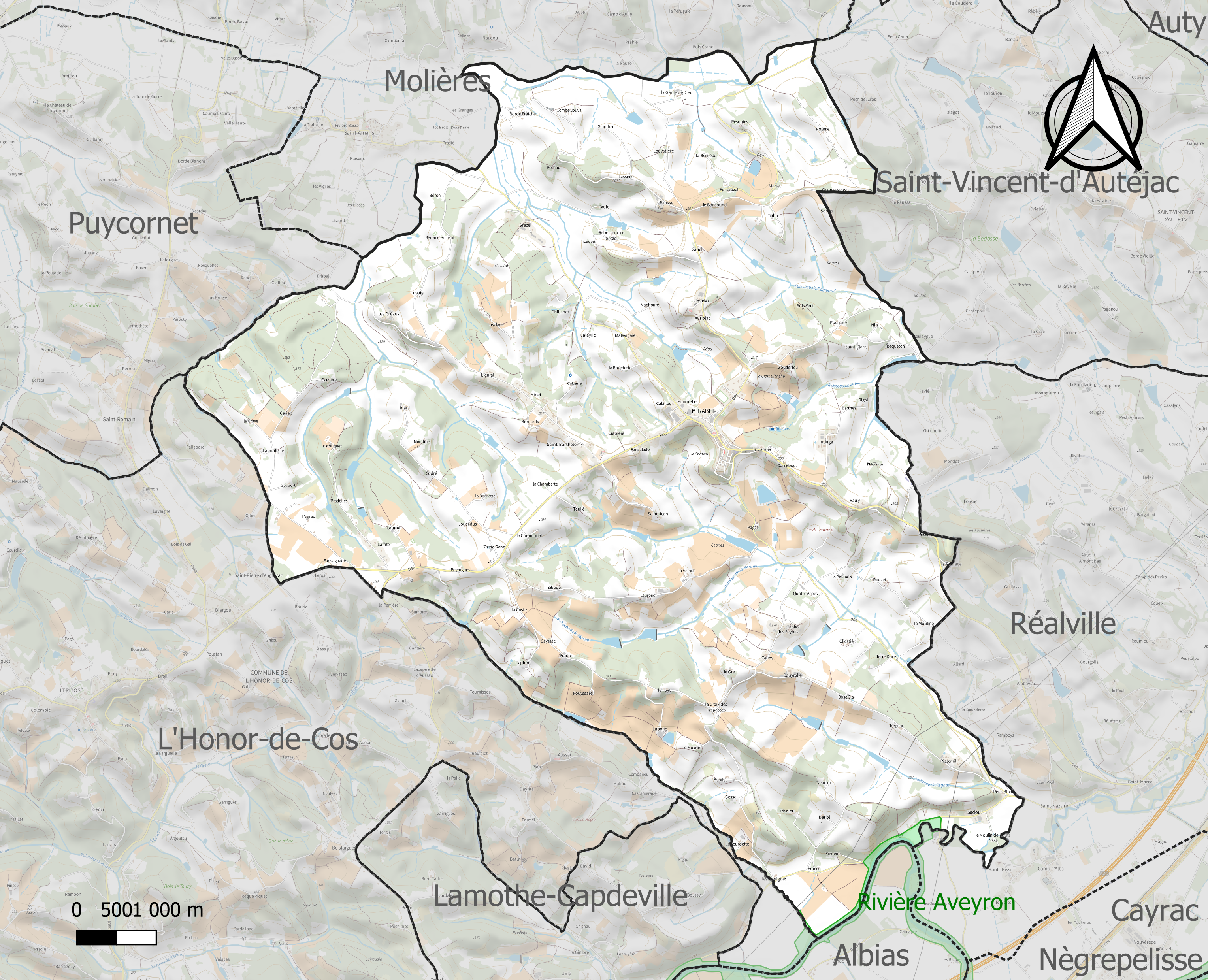
Carte de la ZNIEFF de type 1 sur la commune.
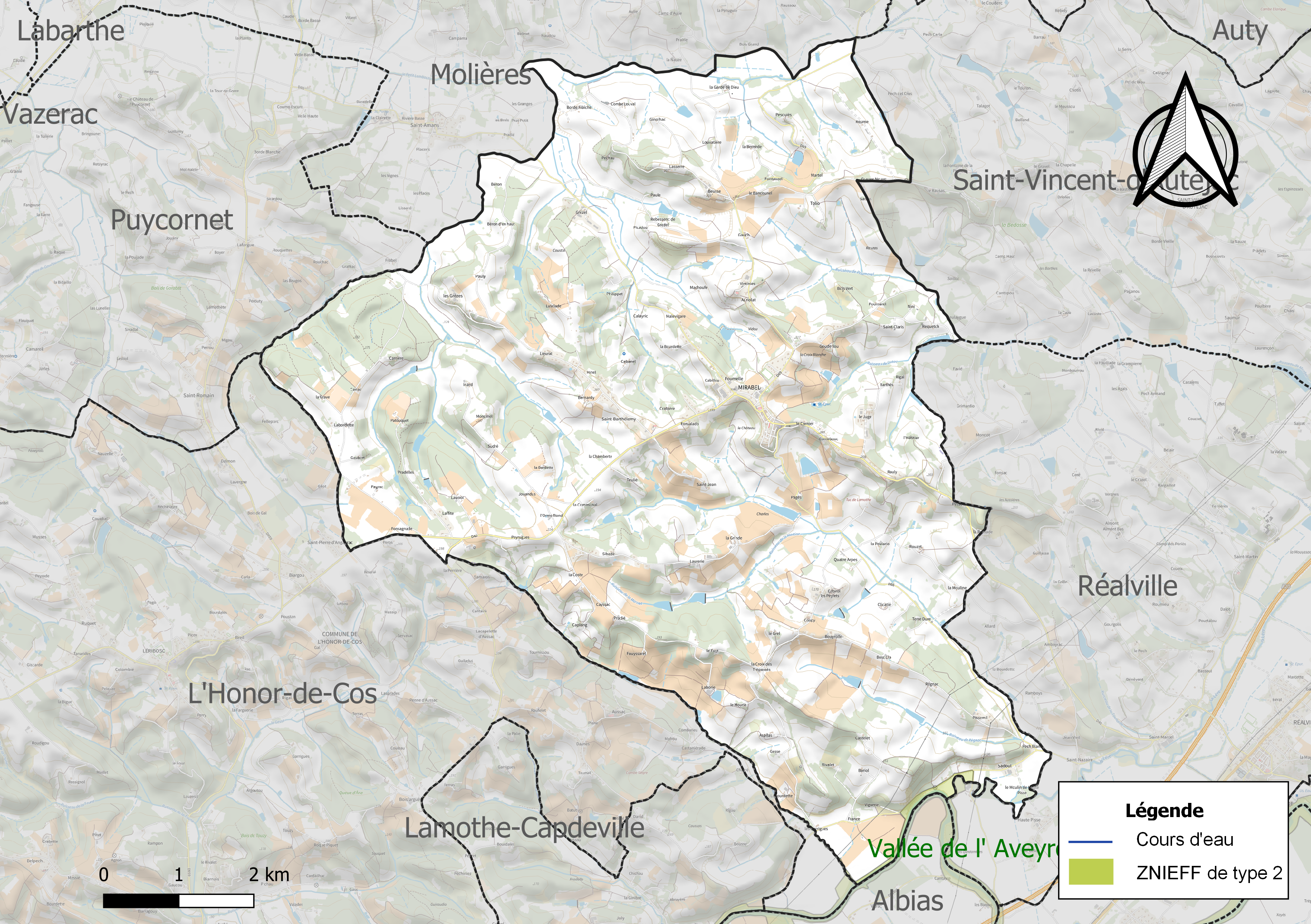
Carte de la ZNIEFF de type 2 sur la commune.

## Urbanisme

### Typologie
Au 1er janvier 2024, Mirabel est catégorisée commune rurale à habitat très dispersé, selon la nouvelle grille communale de densité à sept niveaux définie par l'Insee en 2022.
Elle est située hors unité urbaine. Par ailleurs la commune fait partie de l'aire d'attraction de Montauban, dont elle est une commune de la couronne,. Cette aire, qui regroupe 50 communes, est catégorisée dans les aires de 50 000 à moins de 200 000 habitants,.

### Occupation des sols
L'occupation des sols de la commune, telle qu'elle ressort de la base de données européenne d’occupation biophysique des sols Corine Land Cover (CLC), est marquée par l'importance des territoires agricoles (85,6 % en 2018), en diminution par rapport à 1990 (86,6 %). La répartition détaillée en 2018 est la suivante : 
zones agricoles hétérogènes (62,8 %), terres arables (14,8 %), forêts (13,2 %), cultures permanentes (8,1 %), zones urbanisées (1,1 %). L'évolution de l’occupation des sols de la commune et de ses infrastructures peut être observée sur les différentes représentations cartographiques du territoire : la carte de Cassini (XVIIIe siècle), la carte d'état-major (1820-1866) et les cartes ou photos aériennes de l'IGN pour la période actuelle (1950 à aujourd'hui).

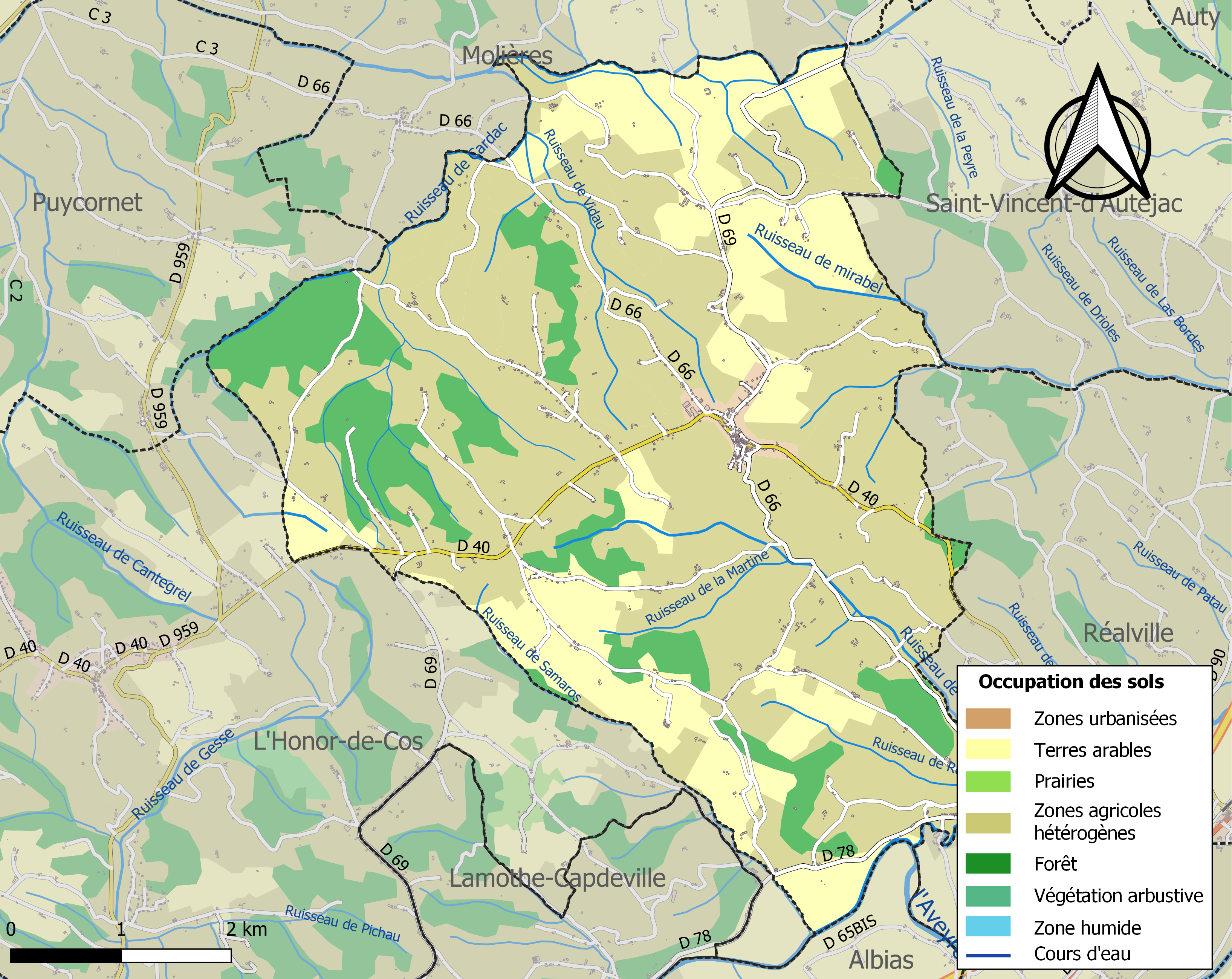
Carte des infrastructures et de l'occupation des sols de la commune en 2018 (CLC).

### Risques majeurs
Le territoire de la commune de Mirabel est vulnérable à différents aléas naturels : météorologiques (tempête, orage, neige, grand froid, canicule ou sécheresse), inondations, mouvements de terrains et séisme (sismicité très faible). Il est également exposé à deux risques technologiques,  le transport de matières dangereuses et la rupture d'un barrage. Un site publié par le BRGM permet d'évaluer simplement et rapidement les risques d'un bien localisé soit par son adresse soit par le numéro de sa parcelle.

#### Risques naturels
Certaines parties du territoire communal sont susceptibles d’être affectées par le risque d’inondation par débordement de cours d'eau, notamment l'Aveyron, la Lère et le Petit Lembous. La cartographie des zones inondables en ex-Midi-Pyrénées réalisée dans le cadre du XIe Contrat de plan État-région, visant à informer les citoyens et les décideurs sur le risque d’inondation, est accessible sur le site de la DREAL Occitanie. La commune a été reconnue en état de catastrophe naturelle au titre des dommages causés par les inondations et coulées de boue survenues en 1982, 1993, 1999, 2015 et 2021,.
Mirabel est exposée au risque de feu de forêt. Le département de Tarn-et-Garonne présentant toutefois globalement un niveau d’aléa moyen à faible très localisé, aucun Plan départemental de protection des forêts contre les risques d’incendie de forêt (PFCIF) n'a été élaboré. Le débroussaillement aux abords des maisons constitue l’une des meilleures protections pour les particuliers contre le feu,.

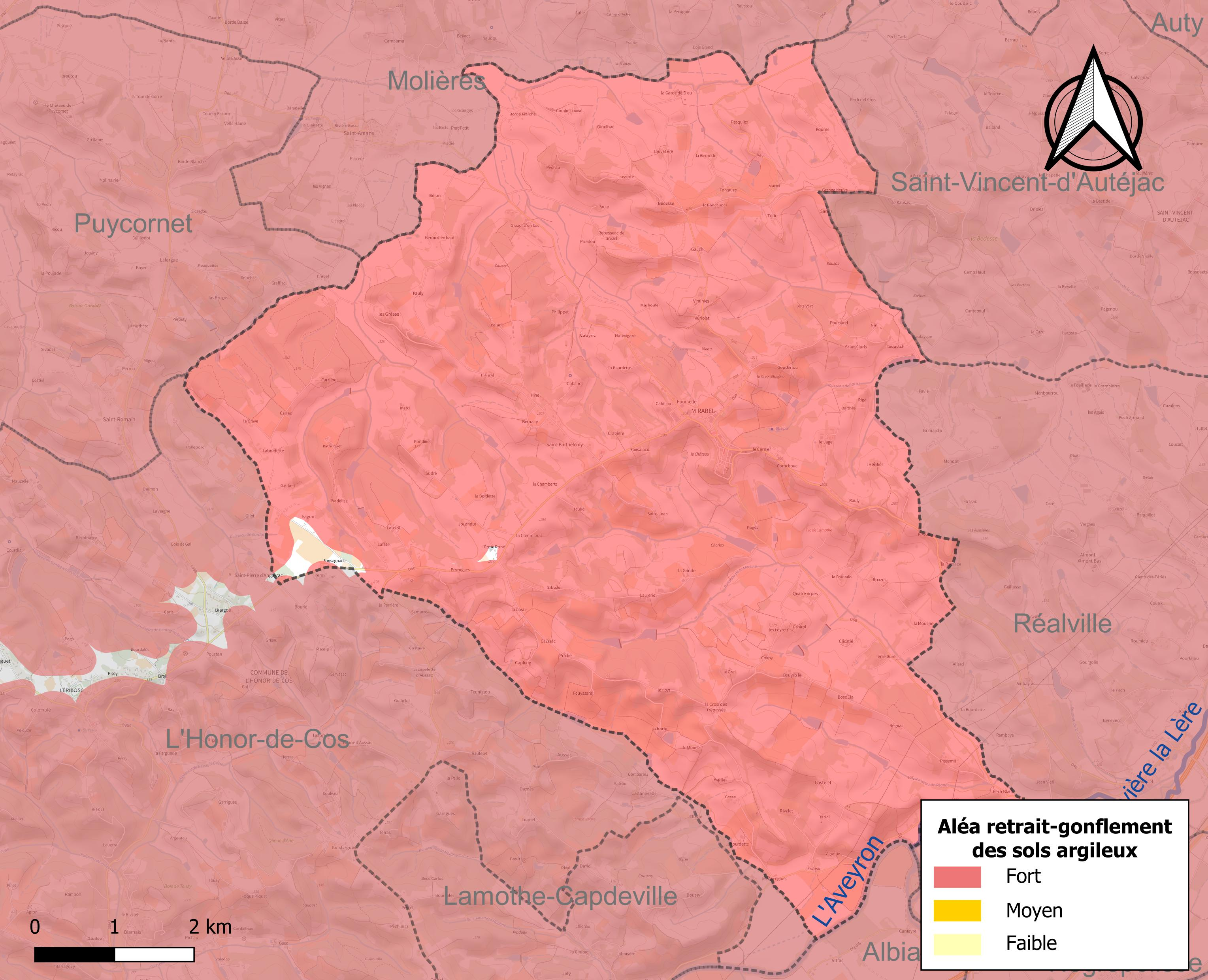
Carte des zones d'aléa retrait-gonflement des sols argileux de Mirabel.

Les mouvements de terrains susceptibles de se produire sur la commune sont des tassements différentiels.
Le retrait-gonflement des sols argileux est susceptible d'engendrer des dommages importants aux bâtiments en cas d’alternance de périodes de sécheresse et de pluie. 99,4 % de la superficie communale est en aléa moyen ou fort (92 % au niveau départemental et 48,5 % au niveau national). Sur les 492 bâtiments dénombrés sur la commune en 2019, 487 sont en aléa moyen ou fort, soit 99 %, à comparer aux 96 % au niveau départemental et 54 % au niveau national. Une cartographie de l'exposition du territoire national au retrait gonflement des sols argileux est disponible sur le site du BRGM,.
Par ailleurs, afin de mieux appréhender le risque d’affaissement de terrain, l'inventaire national des cavités souterraines permet de localiser celles situées sur la commune.
Concernant les mouvements de terrains, la commune a été reconnue en état de catastrophe naturelle au titre des dommages causés par la sécheresse en 1989, 1992, 1998, 2002, 2003, 2009, 2011 et 2017, par des mouvements de terrain en 1999 et par des glissements de terrain en 1993 et 1994.

#### Risques technologiques
Le risque de transport de matières dangereuses sur la commune est lié à sa traversée par des infrastructures routières ou ferroviaires importantes ou la présence d'une canalisation de transport d'hydrocarbures. Un accident se produisant sur de telles infrastructures est susceptible d’avoir des effets graves sur les biens, les personnes ou l'environnement, selon la nature du matériau transporté. Des dispositions d’urbanisme peuvent être préconisées en conséquence.
La commune est en outre située en aval du barrage de Pareloup, un ouvrage de classe A dans l'Aveyron sur les rivières Aveyron et Viaur, disposant d'une retenue de 169 millions de mètres cubes. À ce titre elle est susceptible d’être touchée par l’onde de submersion consécutive à la rupture de cet ouvrage.

## Histoire
Le 20 janvier 1369, durant la guerre de Cent Ans après la bataille de Montalzat, les troupes anglaises sont de nouveau écrasées à la bataille de Mirabel par les troupes françaises.

## Politique et administration

### Administration municipale
Le nombre d'habitants au dernier recensement étant compris entre 500 et 1 499, le nombre de membres du conseil municipal est de 15.

### Liste des maires
| Période                                  | Période                       | Identité                      | Étiquette | Qualité |
| ---------------------------------------- | ----------------------------- | ----------------------------- | --------- | ------- |
| Les données manquantes sont à compléter. |                               |                               |           |         |
| 1792                                     | 1796                          | Pierre Perchverty             |           |         |
| 1796                                     | 1797                          | Jean-Etienne Combebiac        |           |         |
| 1797                                     | 1797                          | Jean Ginolhac                 |           |         |
| 1797                                     | 1798                          | Pierre Bonal                  |           |         |
| 1798                                     | 1800                          | Jean Sarrus                   |           |         |
| 1800                                     | 1811                          | Honoré Larrieu                |           |         |
| 1811                                     | 1816                          | Joseph Prevost de Saint-Cyr   |           |         |
| 1816                                     | 1830                          | Jean Ginolhac                 |           |         |
| 1830                                     | 1848                          | Jean-Aimé Grimal              |           |         |
| 1848                                     | 1848                          | Pierre Ginolhac               |           |         |
| 1848                                     | 1848                          | Antoine Saint-Jean            |           |         |
| 1848                                     | 1858                          | Joseph Prevost de Saint-Cyr   |           |         |
| 1858                                     | 1884                          | César Dumas                   |           |         |
| 1884                                     | 1888                          | Camille du Moulinet de Granes |           |         |
| 1888                                     | 1890                          | César Dumas                   |           |         |
| 1890                                     | 1891                          | Marcel Delpech                |           |         |
| 1891                                     | 1897                          | César Dumas                   |           |         |
| 1897                                     | 1904                          | Adrien Joudarnet              |           |         |
| 1904                                     | 1908                          | Camille du Moulinet de Granes |           |         |
| 1908                                     | 1914                          | Raoul Mazare                  |           |         |
| 1914                                     | 1919                          | Jean Giros                    |           |         |
| 1919                                     | 1944                          | Louis Lafforgue               |           |         |
| 1944                                     | 1945                          | Firmin Landou                 |           |         |
| 1945                                     | 1953                          | Célestin Arbus                |           |         |
| 1953                                     | 1956                          | Arthur Viguie                 |           |         |
| 1956                                     | 1971                          | Alfred Cabos                  |           |         |
| 1971                                     | 1983                          | Raymond Cabos                 |           |         |
| 1983                                     | 2001                          | Fernand Vignals               |           |         |
| mars 2001                                | En cours (au 16 juillet 2014) | Jacques Pautric               | DVD       |         |

## Démographie
Les habitants de la commune sont appelés les Mirabelais.
| 1793  | 1800  | 1806  | 1821  | 1831  | 1836  | 1841  | 1846  | 1851  |
| ----- | ----- | ----- | ----- | ----- | ----- | ----- | ----- | ----- |
| 1 911 | 1 533 | 1 557 | 1 637 | 1 670 | 1 662 | 1 582 | 1 580 | 1 547 |

| 1856  | 1861  | 1866  | 1872  | 1876  | 1881  | 1886  | 1891  | 1896  |
| ----- | ----- | ----- | ----- | ----- | ----- | ----- | ----- | ----- |
| 1 506 | 1 572 | 1 555 | 1 565 | 1 513 | 1 360 | 1 289 | 1 269 | 1 239 |

| 1901  | 1906  | 1911  | 1921 | 1926 | 1931 | 1936 | 1946 | 1954 |
| ----- | ----- | ----- | ---- | ---- | ---- | ---- | ---- | ---- |
| 1 213 | 1 059 | 1 053 | 921  | 872  | 861  | 860  | 869  | 872  |

| 1962 | 1968 | 1975 | 1982 | 1990 | 1999 | 2006 | 2007 | 2012  |
| ---- | ---- | ---- | ---- | ---- | ---- | ---- | ---- | ----- |
| 877  | 857  | 885  | 910  | 879  | 839  | 957  | 974  | 1 014 |

| 2017  | 2022  | - | - | - | - | - | - | - |
| ----- | ----- | - | - | - | - | - | - | - |
| 1 036 | 1 042 | - | - | - | - | - | - | - |

## Économie

### Revenus
En 2018, la commune compte 427 ménages fiscaux, regroupant 1 060 personnes. La médiane du revenu disponible par unité de consommation est de 20 430 € (20 140 € dans le département).

### Emploi
|                | 2008  | 2013   | 2018   |
| -------------- | ----- | ------ | ------ |
| Commune        | 6,3 % | 8,2 %  | 6,3 %  |
| Département    | 8,4 % | 10,2 % | 10,3 % |
| France entière | 8,3 % | 10 %   | 10 %   |

En 2018, la population âgée de 15 à 64 ans s'élève à 636 personnes, parmi lesquelles on compte 75,1 % d'actifs (68,8 % ayant un emploi et 6,3 % de chômeurs) et 24,9 % d'inactifs,. Depuis 2008, le taux de chômage communal (au sens du recensement) des 15-64 ans est inférieur à celui de la France et du département.
La commune fait partie de la couronne de l'aire d'attraction de Montauban, du fait qu'au moins 15 % des actifs travaillent dans le pôle,. Elle compte 240 emplois en 2018, contre 206 en 2013 et 221 en 2008. Le nombre d'actifs ayant un emploi résidant dans la commune est de 442, soit un indicateur de concentration d'emploi de 54,3 % et un taux d'activité parmi les 15 ans ou plus de 56,7 %.
Sur ces 442 actifs de 15 ans ou plus ayant un emploi, 127 travaillent dans la commune, soit 29 % des habitants. Pour se rendre au travail, 83,7 % des habitants utilisent un véhicule personnel ou de fonction à quatre roues, 0,9 % les transports en commun, 7,5 % s'y rendent en deux-roues, à vélo ou à pied et 7,9 % n'ont pas besoin de transport (travail au domicile).

### Activités hors agriculture

#### Secteurs d'activités
57 établissements sont implantés  à Mirabel au 31 décembre 2019. Le tableau ci-dessous en détaille le nombre par secteur d'activité et compare les ratios avec ceux du département,.
| Secteur d'activité                                                                                        | Commune | Commune | Département |
| Secteur d'activité                                                                                        | Nombre  | %       | %           |
| --- | ------- | ------- | ----------- |
| Ensemble                                                                                                  | 57      | 100 %   | (100 %)     |
| Industrie manufacturière, industries extractives et autres                                                | 6       | 10,5 %  | (9,6 %)     |
| Construction                                                                                              | 11      | 19,3 %  | (14,9 %)    |
| Commerce de gros et de détail, transports, hébergement et restauration                                    | 18      | 31,6 %  | (29,7 %)    |
| Information et communication                                                                              | 1       | 1,8 %   | (1,9 %)     |
| Activités financières et d'assurance                                                                      | 1       | 1,8 %   | (3,4 %)     |
| Activités immobilières                                                                                    | 2       | 3,5 %   | (3,3 %)     |
| Activités spécialisées, scientifiques et techniques et activités de services administratifs et de soutien | 5       | 8,8 %   | (14,1 %)    |
| Administration publique, enseignement, santé humaine et action sociale                                    | 8       | 14 %    | (13,6 %)    |
| Autres activités de services                                                                              | 5       | 8,8 %   | (9,3 %)     |

Le secteur du commerce de gros et de détail, des transports, de l'hébergement et de la restauration est prépondérant sur la commune puisqu'il représente 31,6 % du nombre total d'établissements de la commune (18 sur les 57 entreprises implantées  à Mirabel), contre 29,7 % au niveau départemental.

#### Entreprises et commerces
Les trois entreprises ayant leur siège social sur le territoire communal qui génèrent le plus de chiffre d'affaires en 2020 sont : 
- Issolan Jean Pierre, commerce de gros (commerce interentreprises) d'animaux vivants (2 224 k€)
- MD Creations, commerce de gros (commerce interentreprises) de fournitures et équipements industriels divers (287 k€)
- Ingenierie Des Systemes Objets Distribues - Isod, conseil en systèmes et logiciels informatiques (113 k€)

### Agriculture
La commune est dans le « Bas-Quercy de Montpezat », une petite région agricole couvrant une bande nord  du département de Tarn-et-Garonne. En 2020, l'orientation technico-économique de l'agriculture  sur la commune est la polyculture et/ou le polyélevage. 
|               | 1988  | 2000  | 2010  | 2020  |
| ------------- | ----- | ----- | ----- | ----- |
| Exploitations | 98    | 78    | 51    | 43    |
| SAU (ha)      | 2 220 | 2 072 | 1 729 | 1 791 |

Le nombre d'exploitations agricoles en activité et ayant leur siège dans la commune est passé de 98 lors du recensement agricole de 1988  à 78 en 2000 puis à 51 en 2010 et enfin à 43 en 2020, soit une baisse de 56 % en 32 ans. Le même mouvement est observé à l'échelle du département qui a perdu pendant cette période 57 % de ses exploitations,. La surface agricole utilisée sur la commune a également diminué, passant de 2 220 ha en 1988 à 1 791 ha en 2020. Parallèlement la surface agricole utilisée moyenne par exploitation a augmenté, passant de 23 à 42 ha.

## Culture locale et patrimoine

### Lieux et monuments
- Église de Notre-Dame-des-Misères XIIe siècle. Le clocher a été inscrit au titre des monuments historiques en 1948[46]. Les façades et couvertures ont été inscrits au titre des monuments historiques en 1950[46].
- Église Saint-Barthélemy de Saint-Barthélemy.
- Église Saint-Jean-Baptiste de Mirabel.
- Église de l'Assomption de Viminies.
- Ancienne abbaye cistercienne de la Garde-Dieu.
- Motte de Notre-Dame-des-Misères convertie en manège équestre[47].

### Héraldique
| Blason | Blasonnement : D'argent à une fasce crénelée de gueules. |

## Pour approfondir